# Parque Necaxa
Parque Necaxa war ein Fußballstadion in Mexiko-Stadt, das sich auf einem Grundstück des Ingenieurs William H. Frasser befand und nach dem von ihm finanzierten Fußballverein Necaxa benannt war. Zur besseren Erreichbarkeit wurde eine neue Straßenbahnlinie eingerichtet, die bis zum Stadioneingang fuhr.

## Geschichte
Der an der Calzada de los Cuartos gelegene Parque Necaxa wurde am 14. September 1930 im Beisein des seinerzeitigen Präsidenten von Mexiko, Pascual Ortiz Rubio, feierlich eröffnet. Anlässlich der Stadioneinweihung wurden zwei Fußballspiele ausgetragen. Das „Vorspiel“ (das inoffizielle Eröffnungsspiel) fand zwischen 
América und España statt und endete 1:1. Das daran anschließende offizielle Eröffnungsspiel zwischen dem Gastgeber Necaxa und der mexikanischen Nationalmannschaft wurde von folgenden Mannschaften bestritten und von Necaxa mit 5:4 gewonnen. 
Necaxa: Ernesto Pauler – Tomás Lozano, José Sierra – Raúl González, Marcial Ortiz, Gumercindo „Sardina“ López – Germán Díaz, José „Pepe“ Ruiz, Rivero, Patiño, Ricardo Gómez.
Mexiko: Óscar Bonfiglio – Manuel Rosas, Francisco Garza Gutiérrez – Benjamín Amézcua, Alfredo „El viejo“ Sánchez, Felipe „Diente“ Rosas – Hilario „Moco“ López, Roberto Gayón, Dionisio „Nicho“ Mejía, Juan „El Trompito“ Carreño, Gabriel „Nacha“ Alvarez.
Die Tribünen des Stadions bestanden aus 29 Reihen und konnten offiziell rund 15.000 Zuschauer aufnehmen, doch bei besonders wichtigen Spielen wurde diese Kapazität gelegentlich deutlich überschritten, wie zum Beispiel beim WM-Qualifikationsspiel gegen Kuba am 11. März 1934, als sich 22.000 Menschen in dem prall gefüllten Stadion drängten. 
Bis zur Eröffnung des Parque Asturias im Jahr 1937 galt der Parque Necaxa als bester Sportpark der mexikanischen Hauptstadt. Sein von englischen Spezialisten angelegter Rasen, der von einem damals äußerst modernen US-amerikanischen Bewässerungssystem versorgt wurde, war der beste von Mexiko und vermutlich sogar einer der besten weltweit. 
Nachdem Stadion- und Clubeigentümer W.H. Frasser 1942 auf dubiose Weise ums Leben gekommen war, fehlten dem Verein schon bald die erforderlichen finanziellen Mittel, so dass er den Sprung in die 1943 neu eingeführte mexikanische Profiliga nicht wagte. Gleichzeitig wurde 1947 mit dem Estadio Ciudad de los Deportes ein wesentlich größeres und moderneres Stadion eröffnet, so dass der zunehmend vernachlässigte Parque Necaxa abgerissen wurde. An seiner Stelle wurde 1955 das Baseballstadion Parque de béisbol del Seguro Social errichtet. Heute befindet sich an der Stelle des im Jahr 2000 abgerissenen Baseballstadions an der Avenida Cuauhtémoc in der colonia Narvarte (südlich des Zentrums von Mexiko-Stadt, im Süden der Delegación Benito Juárez) ein Einkaufszentrum.

## Besondere Spiele

### Mexikanische Meisterschaft
Am 14. August 1932 wurde das entscheidende Spiel um die Hauptstadtmeisterschaft der Saison 1931/32 zwischen den beiden punktgleichen Tabellenführern und Erzrivalen Necaxa und Atlante ausgetragen; denn damals wurde zur Kürung des Meisters noch nicht die Tordifferenz herangezogen, die Necaxa begünstigt hätte. Bei diesem Ereignis wurde erstmals die vorgegebene Stadionkapazität deutlich überschritten und es drängelten sich 18.000 Menschen ins Stadion. Rund 3.000 von ihnen saßen auf den Treppenaufgängen. Niemals zuvor waren in Mexiko so viele Menschen zusammengekommen, um ein Fußballspiel zu verfolgen. Das Spiel endete 3:3, so dass die Meisterschaft noch immer nicht entschieden war. Weil auch das zweite Spiel unentschieden (1:1) endete, wurde die Meisterschaft erst im dritten „Entscheidungsspiel“ (1:0 für Atlante) entschieden.

### Länderspiele
Im Parque Necaxa wurden drei Länderspiele der mexikanischen Nationalmannschaft ausgetragen. Das erste fand am 4. März 1934 im Rahmen der WM-Qualifikation gegen Kuba statt. Durch einen lupenreinen Hattrick des ausgerechnet bei Necaxas Erzrivalen Atlante unter Vertrag stehenden Dionisio Mejía innerhalb von nur vier Minuten (12., 14. und 16.) lag Mexiko bereits nach einer guten Viertelstunde mit 3:0 in Front. Der Kubaner Mario López sorgte mit seinen Treffern in der 40. und 63. Minute für den 3:2-Endstand. 
Während bereits beim ersten Länderspiel mit 20.000 ein neuer Besucherrekord aufgestellt wurde, kamen eine Woche später gegen denselben Gegner sogar 22.000, die Zeuge eines 5:0-Sieges der Gastgeber wurden, bei denen Dionisio Mejía erneut drei Treffer (zum 2:0, 3:0 und 5:0) erzielte. 
Das dritte und letzte Länderspiel im Parque Necaxa war ein 7:3-Sieg gegen die USA am 19. September 1937, wobei acht Treffer allein in der zweiten Halbzeit fielen (bei Halbzeit führten die Mexikaner mit 2:0). Erfolgreichster Torschütze in diesem Spiel war Manuel Alonso vom Real Club España, dem drei Treffer gelangen. Der in diesem Spiel zweimal erfolgreiche Horacio Casarín war der einzige bei Necaxa unter Vertrag stehende Nationalspieler, dem in diesem Stadion ein Länderspieltor gelang.